# Bedegung (Tanjung Agung)
Bedegung is een bestuurslaag in het regentschap Muara Enim van de provincie Zuid-Sumatra, Indonesië. Bedegung telt 1167 inwoners (volkstelling 2010).